# Semester i Prostokvasien
Semester i Prostokvasien (ryska: Каникулы в Простоквашино, Kanikuly v Prostokvasjino) är en sovjetisk animerad film från 1980, den andra delen av en trilogi om byn Prostokvasien. Filmen bygger på Eduard Uspenskijs berättelse Fjodor på rymmen.

## Handling
Farbror Fjodor bestämmer sig för att inte tillbringa sin sommarsemester i Sotji, utan istället i byn Prostokvasien (i boken Mjölkeby) tillsammans med sina vänner - katten Matrosov och hunden Snattis. Matrosov får inte nog av sin ko Murka och överflöd av mjölk, samt kalven Gavriusjas födelse. Snattis blir i sin tur osjälviskt intresserad av fotografi.

## Röstrollista
- Maria Vinogradova – farbror Fjodor
- Oleg Tabakov – katten Matrosov
- Lev Durov – hunden Snattis
- Boris Novikov – Igor Ivanovitj Petjkin (brevbärare)
- Valentina Talyzina – farbror Fjodors mamma
- German Katjin – farbror Fjodors pappa
- Zinaida Narysjkina – kaja / annonsör på tågstationen
- Georgij Vitsin – bäver (okrediterad)

## Filmteam
- Manusförfattare – Eduard Uspenskij
- Regissör – Vladimir Popov
- Kompositör – Jevgenij Krylatov
- Scenograf – Levon Chatjatrjan, Arkadij Sjer
- Filmfotograf – Kabul Rasulov
- Ljudingenjör – Boris Filtjikov
- Klippare – Natalia Stepantseva
- Scenografiassistenter – Elvira Maslova, Renata Mirenkova, Marina Rogova, Natalia Bogomolova, Jurij Kuziurin, Vladimir Vysjegorodtsev, Marina Voskanjants, Sergej Marakasov, Irina Svetlitsa, Dmitrij Anpilov
- Redaktör – Raisa Fritjinskaja
- Assistenter – Zinaida Plechanova, Ljudmila Krutovskaja
- Producent – Ljubov Butyrina

## Utgivning
Filmen gavs 1986 ut på VHS av Wendros i samlingen Helggodis tillsammans med bland annat På äventyr i Prostokvasien.